# Stenosticta novem
Stenosticta novem är en fjärilsart som beskrevs av Emilio Berio 1963. Stenosticta novem ingår i släktet Stenosticta och familjen nattflyn. Inga underarter finns listade i Catalogue of Life.